# Плашевко
Плашевко (пол. Płaszewko, нім. Plassow) — село в Польщі, у гміні Слупськ Слупського повіту Поморського воєводства.
Населення — 819 осіб (2011).
У 1975-1998 роках село належало до Слупського воєводства.

## Демографія
Демографічна структура станом на 31 березня 2011 року:
|          | Загалом | Допрацездатний вік | Працездатний вік | Постпрацездатний вік |
| -------- | ------- | ------------------ | ---------------- | -------------------- |
| Чоловіки | 407     | 83                 | 300              | 24                   |
| Жінки    | 412     | 89                 | 269              | 54                   |
| Разом    | 819     | 172                | 569              | 78                   |